# Кембрія (округ, Пенсільванія)
Шаблон:StateAbbr_ 40°29′ пн. ш. 78°43′ зх. д. / 40.49° пн. ш. 78.72° зх. д.
Округ Кембрія (англ. Cambria County) — округ (графство) у штаті Пенсільванія, США. Ідентифікатор округу 42021.

## Історія
Округ утворений 1807 року.

## Демографія
За даними перепису
2000 року
загальне населення округу становило 152598 осіб, зокрема міського населення було 103188, а сільського — 49410.
Серед мешканців округу чоловіків було 74011, а жінок — 78587. В окрузі було 60531 домогосподарство, 40615 родин, які мешкали в 65796 будинках.
Середній розмір родини становив 2,96.
Віковий розподіл населення поданий у таблиці:
| Стать    | До 15 років | 15-21 | 22-29 | 30-39 | 40-49 | 50-65 | 65-85 | Понад 85 |
| -------- | ----------- | ----- | ----- | ----- | ----- | ----- | ----- | -------- |
| Чоловіки | 13303       | 7440  | 7098  | 10022 | 12283 | 12171 | 10743 | 951      |
| Жінки    | 12716       | 7263  | 6446  | 9259  | 11801 | 12709 | 15738 | 2655     |

## Суміжні округи
- Клірфілд — північ
- Блер — схід
- Бедфорд — південний схід
- Сомерсет — південь
- Вестморленд — південний захід
- Індіана — захід

## Виноски
1. ↑  U.S. Decennial Census. United States Census Bureau. Архів оригіналу за 26 квітня 2015. Процитовано 5 березня 2015.
2. ↑  Historical Census Browser. University of Virginia Library. Архів оригіналу за 11 серпня 2012. Процитовано 5 березня 2015.
3. ↑  Forstall, Richard L., ред. (24 березня 1995). Population of Counties by Decennial Census: 1900 to 1990. United States Census Bureau. Архів оригіналу за 20 березня 2015. Процитовано 5 березня 2015.
4. ↑  Census 2000 PHC-T-4. Ranking Tables for Counties: 1990 and 2000 (PDF). United States Census Bureau. 2 квітня 2001. Архів оригіналу (PDF) за 18 грудня 2014. Процитовано 5 березня 2015.
5. ↑  State & County QuickFacts. United States Census Bureau. Архів оригіналу за 8 липня 2011. Процитовано 16 листопада 2013.(англ.) Наведено за англійською вікіпедією.
6. ↑  American FactFinder. Бюро перепису населення США. Архів оригіналу за 29 липня 2011. Процитовано 31 січня 2008.

| США | Це незавершена стаття з географії США. Ви можете допомогти проєкту, виправивши або дописавши її. |